# هينس (بيدفوردشير)
هينس (بالإنجليزية: Haynes, Bedfordshire)‏ هي قرية و أبرشية مدنية تقع في المملكة المتحدة في إنجلترا.